# Liaocheng
Liaocheng (聊城 ; pinyin : Liáochéng) est une ville de la province du Shandong en Chine. Située au sud de la plaine du fleuve Jaune, la ville est à 108 kilomètres à l'ouest de Jinan, la capitale de la province.

## Subdivisions administratives
La ville-préfecture de Liaocheng exerce sa juridiction sur huit subdivisions - un district, une ville-district et six xian :
- le district de Dongchangfu (东昌府区 : Dōngchāngfǔ Qū) ;
- la ville de Linqing (临清市 : Línqīng Shì) ;
- le xian de Yanggu (阳谷县 : Yánggǔ Xiàn) ;
- le xian de Shen (莘县 : Shēn Xiàn) ;
- le xian de Chiping (茌平县 : Chípíng Xiàn) ;
- le xian de Dong'e (东阿县 : Dōng'ē Xiàn) ;
- le xian de Guan (冠县 : Guàn Xiàn) ;
- le xian de Gaotang (高唐县 : Gāotáng Xiàn).

## Population
Si la ville-préfecture compte plus de cinq millions d'habitants, l'agglomération de Liaocheng elle-même a 949 644 habitants (en 1999).
| 1950   | 1955   | 1960   | 1965   | 1970   | 1975   | 1980    |
| ------ | ------ | ------ | ------ | ------ | ------ | ------- |
| 11 000 | 16 000 | 24 000 | 34 000 | 50 000 | 72 000 | 104 000 |

| 1985    | 1990    | 1995    | 2000    | 2005    | 2010    | 2015    |
| ------- | ------- | ------- | ------- | ------- | ------- | ------- |
| 152 000 | 220 000 | 320 000 | 464 000 | 584 000 | 727 000 | 900 000 |

## Économie

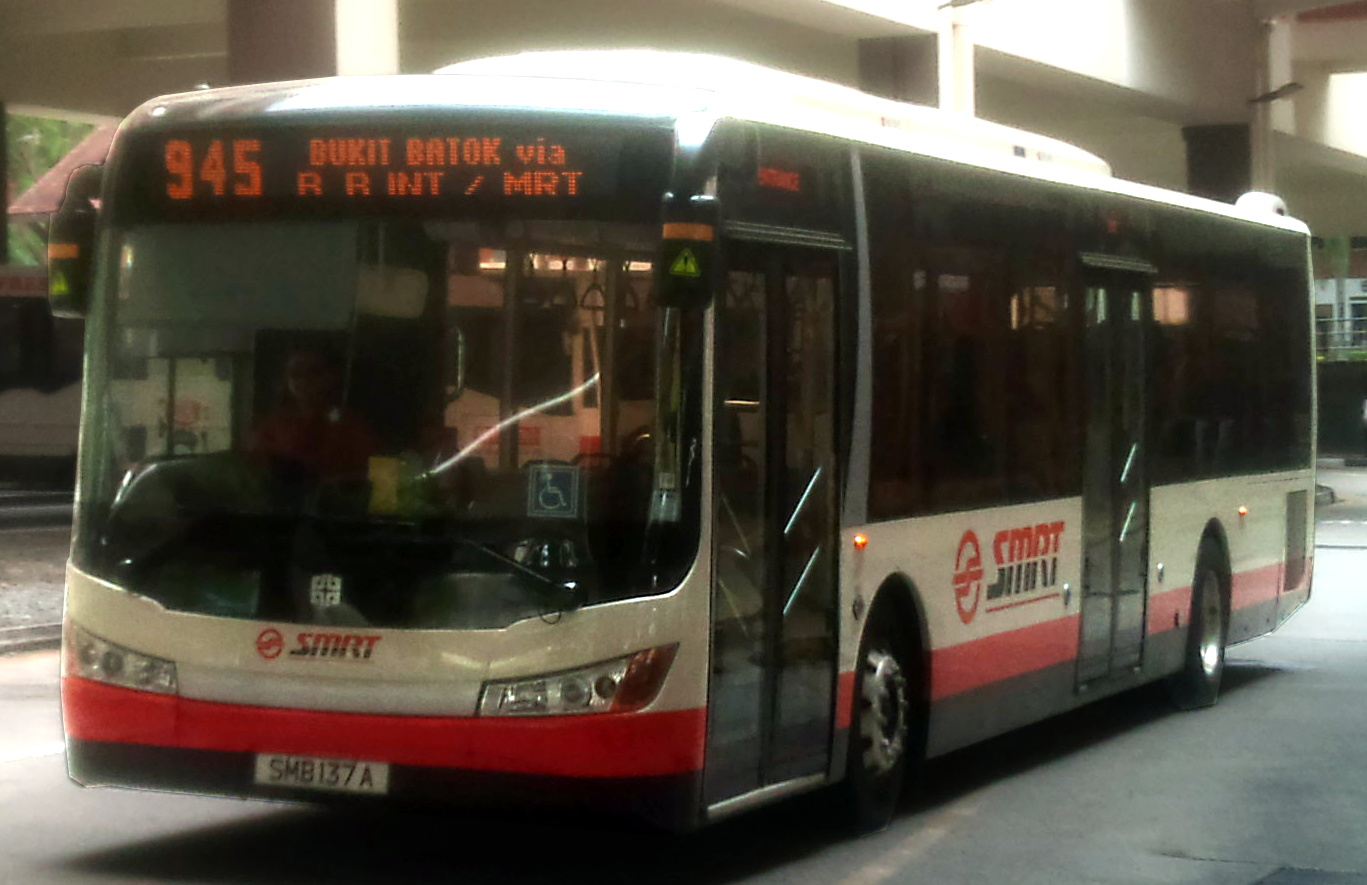
Bus hybride diesel/électrique construit par Zhongtong et utilisé par la SMRT à Singapour.

En plus des activités liées à l'administration, à l'éducation, aux commerces et à la restauration, concentrées au centre de l'agglomération, plusieurs usines sont en périphérie :
- construction automobile, notamment de bus scolaires (Zhongtong Bus)[4] ;
- construction de tracteurs agricoles et de camionnettes (Shifeng Group)[5] ;
- métallurgie, notamment l'aluminium et le cuivre (Xinfa Group, Xiangguang Copper Company et Zhongse Albetter Copper and Aluminum Company)[6] ;
- recyclage du papier (Tranlin Paper Company)[7] ;
- production d'engrais chimiques (Luxi Chemical Group)[8] ;
- fabrication de diodes électroluminescentes (LY Luminous Scientific Corporation) ;
- production de semences agricoles (Shandong Guanfeng Seed Science and Technology Corporation)...

## Attraits
Liaocheng est bâtie autour du lac de Dongchang (un lac artificiel d'environ quatre km², creusé en 1070), comprenant quelques îles reliées par des ponts, le tout consacré aux activités de loisirs : promenade sur les berges, restaurants, théâtre (de 3 600 sièges), musée du Canal et excursions en petits bateaux. L'île centrale carrée est dominée par la pagode de Guangyue (光岳楼 ; pinyin : guāng yuè lóu), datant de 1374 et construite en bois.
La ville est traversée par la rivière Tuhai ainsi que par le Grand Canal ; sur une rive se trouve une ancienne halte de marchands datant de 1743, formant un petit complexe de plusieurs bâtiments appelé « Shanxi-Shaanxi » (山陕会馆 ; pinyin : shān shǎn huì guǎn) abrégé en « Shanshan ».
Depuis 2002, la ville compte une université (en), localisée dans le district de Dongchangfu.

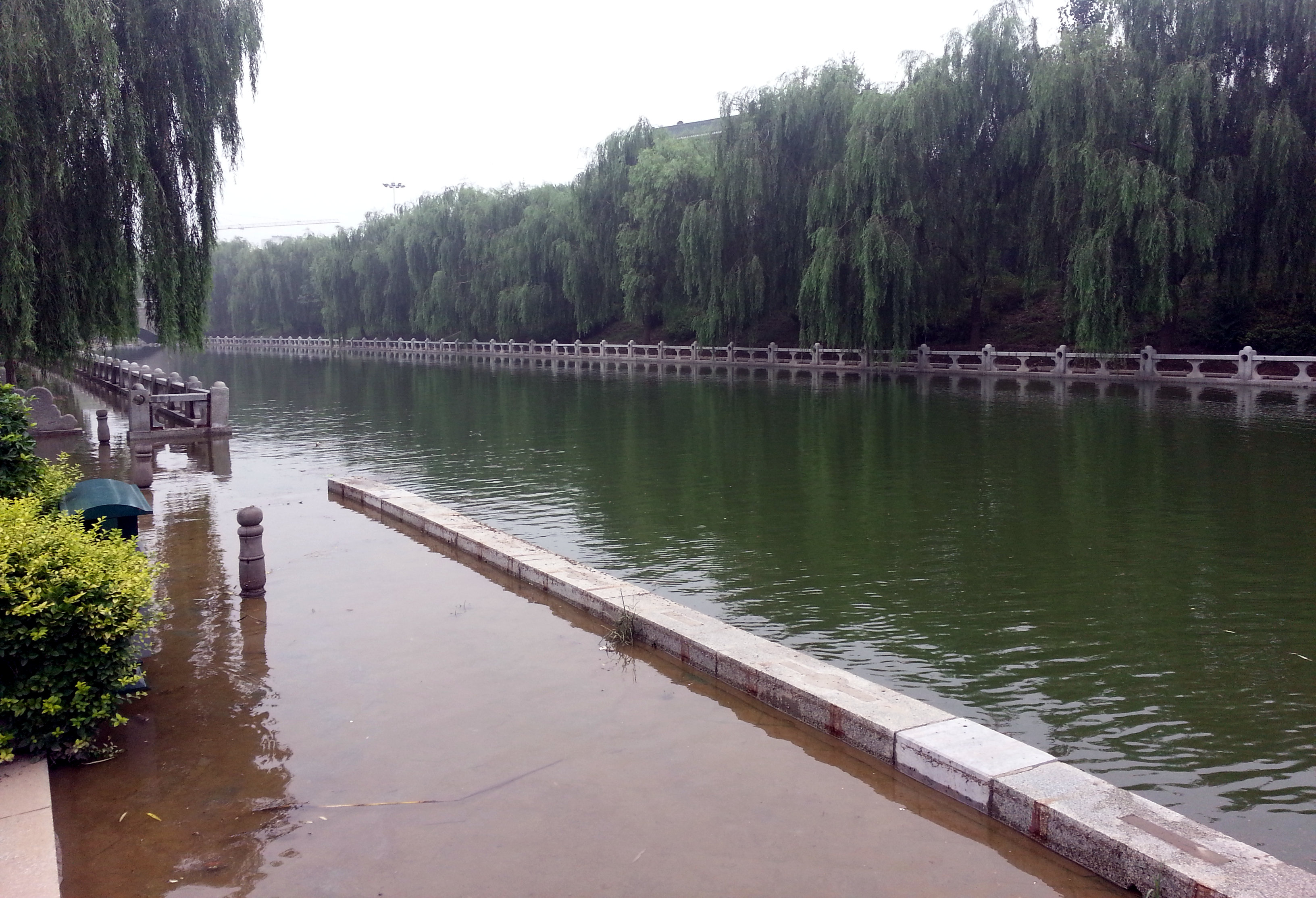
Le Grand Canal à Liaocheng, lors des inondations de juillet 2013.
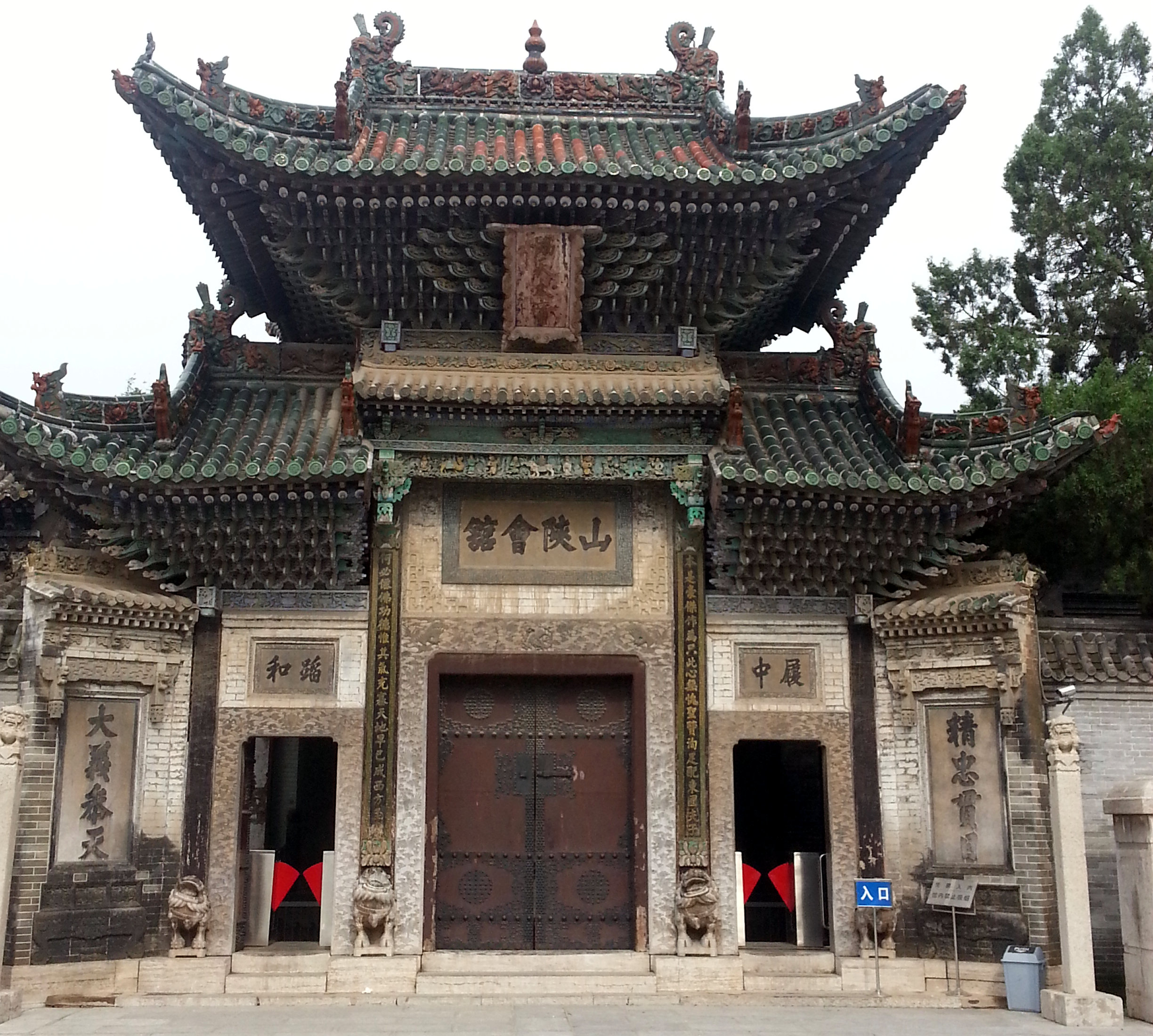
Portail d'entrée de la halte de marchands.